# Crimen sollicitationis
Crimen sollicitationis (łac. przestępstwo nagabywania) – dokument wydany przez Kongregację Świętego Oficjum w 1922, który ujednolicał procedury postępowania wobec kapłanów Kościoła katolickiego, oskarżonych m.in. o wykorzystywanie sakramentu pokuty do solicytacji, czyli składania propozycji seksualnych penitentom. Instrukcja była precyzyjnym opisem szczegółowo określonych kroków, które miały doprowadzić do procesu kanonicznego, czyli wewnątrzkościelnego procesu decydującego o tym, czy oskarżony kapłan może wykonywać obowiązki duszpasterskie. Procedura opierała się na metodach pośrednich, obejmujących badanie wiarygodności oskarżającego oraz życia oskarżonego księdza.

## Historia
W 1917 roku, wprowadzono decyzją papieża Benedykta XV nowy Kodeks Prawa Kanonicznego, który stwierdzał, że osądzanie pewnej liczby wykroczeń i przestępstw kanonicznych leży wyłącznie w kompetencjach Świętej Kongregacji Świętego Oficjum. W 1922 roku Święte Oficjum wydało instrukcję Crimen sollicitationis, w sprawie szczególnie ciężkiego przestępstwa naruszenia świętości i godności sakramentu pokuty przez księdza katolickiego – namawiania penitenta do grzechu przeciw szóstemu przykazaniu.
Przepisy z 1922 roku brały pod uwagę Konstytucję Apostolską Sacramentorum paenitentiae z 1741 roku, oraz nienaruszalność tajemnicy spowiedzi, z której wynikało iż ksiądz nie mógł być przesłuchiwany bez jej zagrożenia, czyli ujawnienia grzechów spowiadanego. Przestępstwo było uważane za tak hańbiące, iż procedura miała gwarantować również ochronę księdza przed zniesławieniem, dopóki nie udowodniono winy. Celem instrukcji nie było opisanie całego sposobu postępowania instytucji wobec niewłaściwych zachowań seksualnych duchowieństwa, tylko ustalenie procedury dotyczącej szczególnie delikatnej sytuacji, w której absolutnej szczerości penitenta odpowiada obowiązek absolutnej dyskrecji kapłana. Przez częściową analogię została ona rozszerzona na inne przypadki niemoralnego postępowania kapłanów: crimen pessium, czyli zachowań homoseksualnych, oraz w stosunku na aktów pedofilii i zoofilii.
Instrukcja z 1922 roku została wysłana do biskupów. W 1962 roku papież Jan XXIII zdecydował o przedruku instrukcji z 1922 roku z dodatkiem na temat procedur w przypadkach dotyczących zakonników. Egzemplarze tekstu, podpisanego przez kardynała Alfreda Ottavianiego, sekretarza Świętego Oficjum, miały być rozdane biskupom podczas II soboru watykańskiego (1962-1965). Jednakże rozprowadzono tylko część nakładu.
Po soborze sprawy „solicytacji” pozostały w gestii Kongregacji Nauki Wiary (poprzednio Świętego Oficjum; nazwa została zmieniona w 1965 roku), aż do 1989 roku, a instrukcją Crimen sollicitationis posługiwano się aż do wydania nowych norm, zawartych w motu proprio Sacramentorum sanctitatis tutela z 2001 roku. Od 1989 do 2005 roku sprawy te znalazły się w kompetencjach Kongregacji ds. Kultu Bożego i Dyscypliny Sakramentów. Od 2005 roku do dziś zajmuje się nimi Kongregacja ds. Duchowieństwa.
Kodeks prawa kanonicznego wprowadzony decyzją Jana Pawła II w 1983 roku odnowił przepisy w zakresie kanonu 1395, § 2: «Duchowny, który w inny sposób wykroczył przeciw szóstemu przykazaniu Dekalogu, jeśli jest to połączone z użyciem przymusu lub gróźb, albo publicznie lub z osobą małoletnią poniżej lat szesnastu, powinien być ukarany sprawiedliwymi karami, nie wyłączając w razie potrzeby wydalenia ze stanu duchownego». Zgodnie z KPK z 1983 roku procesy przeprowadzane są w diecezjach. W 1994 roku Stolica Apostolska udzieliła zgody biskupom Stanów Zjednoczonych, by definiowali przestępstwo kanoniczne wykorzystania seksualnego dzieci do osiemnastu lat, w związku z normami prawa karnego obowiązującego w USA. Normy dla Stanów Zjednoczonych zostały w 1996 roku rozszerzone na Irlandię. W międzyczasie sprawa specjalnych procedur w wypadkach wykorzystywania seksualnego była dyskutowana w Kurii Rzymskiej. Ostatecznie Papież Jan Paweł II zadecydował, aby wykorzystywanie seksualne osoby nieletniej poniżej osiemnastego roku życia, którego dopuszcza się duchowny, włączyć do nowej listy przestępstw kanonicznych zastrzeżonych Kongregacji Nauki Wiary. Przedawnienie w tych przypadkach zostało ustalone na dziesięć lat, poczynając od ukończenia osiemnastego roku życia przez ofiarę. Nowe prawo w formie motu proprio, noszące tytuł Sacramentorum sanctitatis tutela, zostało promulgowane 30 kwietnia 2001 roku. List podpisany przez kard. Josepha Ratzingera oraz abpa Tarcisia Bertone, odpowiednio prefekta i sekretarza Kongregacji Nauki Wiary, został wysłany do wszystkich biskupów katolickich 18 maja 2001 roku. List informował biskupów o nowym prawie oraz o nowych procedurach, które zastępowały instrukcję Crimen sollicitationis.

## Treść
Na początku rozbudowany tytuł Instrukcji kieruje ją do wszystkich patriarchów, biskupów, arcybiskupów i ordynariuszy, również obrządku wschodniego uznających zwierzchnictwo papieża. Określa treść dokumentu jako instrukcję postępowania w przypadku kanonicznego (kościelnego) „przestępstwa solicytacji”, do przechowywania w tajnym archiwum kurii, do użytku wewnętrznego, z zakazem publikacji i komentowania. Instrukcja podzielona jest na: Uwagi wstępne, po których następują 4 części, i zawiera 74 paragrafy. W treści instrukcji zawarte są odniesienia do zapisów prawa kanonicznego, i do aneksów w postaci formularzy dotyczących przesłuchań oraz treści przysięgi zachowania tajemnicy.
„Uwagi wstępne” (paragraf 1-14) – definiują kanoniczne „przestępstwo solicytacji”, które zachodzi „gdy ksiądz – w trakcie samej czynności sakramentu spowiedzi; przed lub natychmiast po spowiedzi; w związku z lub pod pretekstem spowiedzi lub nawet bez związku ze spowiedzią (ale) w konfesjonale lub innym miejscu, przeznaczonym do wysłuchiwania spowiedzi i sprawiającym wrażenie, że wysłuchuje się tam spowiedzi – próbował nakłonić lub sprowokować penitenta (kimkolwiek on lub ona by byli) do niemoralnych lub nieprzyzwoitych czynów, czy to przy użyciu słów, znaków, skinięć głową, dotyku lub poprzez wiadomość na piśmie (przeznaczoną do przeczytania od razu lub później) lub zuchwale poważył się mieć niestosowną albo nieprzyzwoitą rozmowę lub wzajemny stosunek z tą osobą” – cytat definicji z Konstytucji Sacramentum Poenitentiae, §1. z roku 1741. Odpowiedzialnym za postawienie tej „niesłychanej zbrodni” przed sądem (kanonicznym) jest lokalny ordynariusz, który może przewodniczyć procesowi osobiście lub poprzez upoważnionego duchownego. Ze szczególnych powodów można przekazać sprawę bezpośrednio Świętej Kongregacji Świętego Oficjum, lub też ona sama może ją przejąć. Ordynariusz ma prawo sądzić obwinionego również wtedy, gdy jest zakonnikiem, zaznaczając że bezpośredni przełożony zakonnika ma prawo do nakładania pokuty, i przeniesienia go w inne miejsce, chyba że lokalny ordynariusz tego zabroni, z powodu wpłynięcia skargi. Ordynariusz ma prawo powołać do procesu asesorów rzeczoznawców. W procesie muszą wziąć udział: rzecznik sprawiedliwości (oskarżyciel), adwokat obwinionego i notariusz. Wszyscy powołani do uczestniczenia w procesie muszą być duchownymi w dojrzałym wieku, doktorami prawa kanonicznego lub ekspertami. Wszyscy oni, obwiniony oraz inne osoby powołane do procesu, muszą składać przysięgę zachowania tajemnicy, a w przypadku jej złamania podlegają automatycznej ekskomunice, której zdjęcie zarezerwowane jest wyłącznie dla osoby papieża. Przysięga zachowania tajemnicy składają także obwiniający i świadkowie, nie podlegają jednak automatycznej ekskomunice, chyba że ostrzeże się ich przed taką karą w trakcie zeznań. Przysięga zachowania tajemnicy dotyczy wyłącznie wiedzy nabytej podczas procesu, czyli nie tej którą posiadają obwiniający i świadkowie niezależnie od procesu. Doprecyzowuje to załącznik do instrukcji tekstu przysięgi:

...Spondeo, voveo ac iuro, inviolabile Secretum mnie servaturum w omnibus et singulis quae mihi w praefato munere exercendo occurrerint, exceptis dumtaxat IIS quae w drobnych et expeditiones [recte: expeditione] huius negotii legitime publicari contingat ... neque unquam directe vel indirecte, Nuţu, Verbo, scriptis, aut Alio quovis modo et sub quocumque colorato praetextu, Etiam Maioris boni A urgentissimae i gravissimae causae, contra Hanc secreti fidem quidquam commissurum, Nisi peculiaris Facultas A dispensatio Expresse mihi Summo Pontifice tributa fuerit

Część I (paragrafy 15-27) „Początkowe doniesienia o przestępstwie” – nakłada na poszkodowanego obowiązek denuncjacji „solicytującego” spowiednika przed ordynariuszem w ciągu miesiąca. Prawo do denuncjacji mają również wszyscy którzy posiadają informacje o przestępstwie. Ekskomunice latae sententiae (automatycznie z mocy prawa) podlega ofiara „solicytacji”, która zaniecha denuncjacji. Denuncjator składa doniesienie pod przysięgą. Zabrania się podczas przepytywania pytać o jego ewentualną zgodę na „solicytację” i zwalnia z obowiązku ujawniania własnego współudziału, czy zgody na „solicytację”, o czym ma być wyraźnie poinformowany. Po złożeniu doniesienia ordynariusz powiadamia rzecznika sprawiedliwości, który ma stwierdzić czy przypadek podpada pod kategorię „solicytacji”. Jeśli po jego orzeczeniu nie zgodzi się z nim ordynariusz, rzecznik ma obowiązek przekazać sprawę Świętemu Oficjum, jeśli zgadzają się obydwaj, że przestępstwa nie było – akta zostają złożone w tajnym archiwum; jeśli zaszło, należy przejść do dochodzenia.
Część II – Proces
Rozdział 1 (paragrafy 29-41) – „Dochodzenie”. Wszczyna się specjalne śledztwo, ponieważ rzadko się zdarza by takie przestępstwo miało świadków. Sprawdza się w tajnym archiwum, czy zdarzały się już takie oskarżenia, również w miejscach gdzie obwiniony przebywał wcześniej; przesłuchuje się duchownych znających obwinionego i „solicytowanego” na temat ich życia, prowadzenia się i reputacji, a szczególnie skłonności do kłamstwa, czy ewentualnej wrogości między stronami; lub zabiega o takie informacje w inny sposób, a także wzywa się inne osoby, które mogły być „solicytowane” przez obwinionego; zastrzega się największą dyskrecję tego postępowania.
Rozdział 2 (paragrafy 42-46) – „Środki kanoniczne i napominanie obwinionego”. Po zamknięciu wstępnego śledztwa należy: a) jeśli oskarżenie jest bezpodstawne, utrwalić to w aktach, a dokumentację obwinienia zniszczyć; b) jeśli nie ma jasności, akta archiwizuje się na wypadek, gdyby oskarżenie się powtórzyło; c) jeśli materiał jest obciążający, ale za mało by wystąpić z formalnym oskarżeniem, obwiniony zostaje upomniany z ostrzeżeniem iż grozi mu proces kanoniczny; akta przechowuje się w archiwum wraz z odnotowaniem reakcji, jak obwiniony przyjął napomnienie; zarówno rzecznik sprawiedliwości, jak i obwiniony mają prawo odwołania się od tej decyzji do Świętej Kongregacji Świętego Oficjum; d) jeżeli dowody są dostatecznie obciążające, następuje formalne oskarżenie.
Rozdział 3 (paragrafy 47-54) – „Postawienie obwinionego w stan oskarżenia”. Oskarżony zostaje wezwany przed sąd. Proponuje mu się przyznanie się do winy przed formalnym oskarżeniem. Jeśli przyznanie się oskarżonego jest kompletne, sprawę można zamknąć końcowym wyrokiem; jeśli oskarżony się nie przyznał, przyznanie jest niekompletne, albo odrzucił wyrok, odczytuje mu się dekret ordynariusza stawiający go w stan oskarżenia. Sędzia może zawiesić oskarżonego we wszystkich czynnościach, lub tylko wysłuchiwania spowiedzi albo nakazać mu pobyt w miejscu odosobnionym pod nadzorem. Następuje przesłuchanie oskarżonego dbając by nie została ujawniona tożsamość oskarżających i donosicieli oraz – aby nie została ujawniona tajemnica spowiedzi, czyli wyznania penitenta; Sędziemu nie wolno nakłaniać oskarżonego by złożył przysięgę mówienia prawdy. Po zakończeniu tej fazy akta przekazuje się ordynariuszowi (chyba że sam pełni funkcję sędziego). Jeśli oskarżony wykazuje nieposłuszeństwo, sprawa zostaje przekazana Świętemu Oficjum.
Rozdział 4 (paragrafy 55-60) – „Omówienie sprawy, ostateczny wyrok i apelacja”. Ordynariusz przydziela oskarżonemu obrońcę i daje czas na przygotowanie obrony. Następnie na podstawie akt, wszelkich dokumentów dostarczonych przez obrońcę i rzecznika sprawiedliwości ogłasza decyzję: skazującą, uniewinniającą, lub umarzającą, jeśli żywi wątpliwość w związku z brakiem dowodów. Od wyroku oskarżony lub rzecznik sprawiedliwości mają prawo odwołać się do Najwyższego Trybunału Świętego Oficjum. Apelacja zapewnia odroczenie wyroku, ale pozostaje w mocy zawieszenie oskarżonego w czynnościach kapłańskich i nakłada obowiązek przekazania pełnej dokumentacji do Świętego Oficjum.
Część III (paragrafy 61-65) – „Kary”. Winny może być suspendowany (zawieszony) od odprawiania Mszy, wysłuchiwania spowiedzi lub ogłoszony niezdolnym do jej wysłuchiwania, pozbawiony beneficjów, godności, prawa głosu i głosowania w ciałach kolegialnych Kościoła, a w cięższych przypadkach przeniesiony do stanu świeckiego. Na wyrok wpływa ilość pokrzywdzonych, ich wiek i stan; Ciężar przestępstwa zwiększa jego związek z ewentualną herezją lub fałszywa doktryną. Przeniesienie do stanu świeckiego następuje, gdy stało się niewątpliwe, że oskarżony nie rokuje nadziei na poprawę. Należy nałożyć dodatkowe kary mające charakter pokutny, szczególnie ćwiczenia duchowe, obowiązek wyrzeczenia się herezji jeśli miała miejsce; recydywiści mają być poddani specjalnemu nadzorowi; można wydać nakaz lub zakaz osiedlania się w określonym miejscu.
Część IV (paragrafy 66-70) – „Oficjalne powiadomienia”. Ordynariusz ma obowiązek natychmiastowego poinformowania Świętego Oficjum o doniesieniu o „solicytacji”. Tak samo o wyniku procesu, a jeśli oskarżony jest zakonnikiem, również Generała Zakonu. Jeśli ksiądz skazany lub napomniany za „przestępstwo solicytacji” ma przenieść się w nowe miejsce pobytu, należy ostrzec ordynariusza tego miejsca wraz z powiadomieniem go o ewentualnym suspendowaniu. Powiadomienia mają odbywać się „pod sekretem Świętego Oficjum”.
Część V (paragrafy 71-74) – „Crimen Pessimum”. Tytuł stanowi nazwę „niezwykle grzesznego” aktu homoseksualizmu dokonanego przez księdza. Dotyczy go całość instrukcji Crimen Sollicitationis, poza wyjątkiem obowiązku denuncjacji. Skutki karne opisane w Instrukcji dotyczą też aktów pedofilii lub zoofilii.

## Stosunek do prawa świeckiego
Fundamentem relacji pomiędzy prawem kościelnym – Kodeksem prawa kanonicznego (KPK) a prawem „świeckim” (państwowym) jest rozdzielność zakresów, oparta na rozdziale państwa od kościoła. KPK definiuje inne przestępstwa niż kodeks karny, dotyczące wyłącznie naruszeń świętości doktryny, kultu lub innych specyficznych praktyk kościelnych. Naruszenia te niekoniecznie są przestępstwami w rozumieniu kodeksów karnych, chyba że dotyczą naruszenia swobody kultu i wyznania. KPK odnosi się do organizacji kościelnych na całym świecie, natomiast prawa karne poszczególnych państw są zróżnicowane. Prawo kościelne nie zastępuje prawodawstwa karnego krajów w których działa, i nie jest stosowane zamiast prawa karnego, ale obok – służy do określania czy dany postępek duchownego kwalifikuje go do odsunięcia od misji duszpasterskiej. Czyny duchownych będące przestępstwami w rozumieniu prawa karnego są ścigane i sądzone na mocy praw krajów, których duchowni są obywatelami, lub w których zamieszkują. Zasada rozdziału państwa od kościoła nie zezwala Kościołowi na wchodzenie w prerogatywy prawa państwowego i orzekanie za pomocą własnych procedur, czy dany czyn jest przestępstwem w rozumieniu prawa karnego. Nie ma też podstaw by żądać, aby prawodawstwo kościelne regulowało sprawy stosunku do prawa świeckiego, ponieważ obywatele państw podlegają ich prawom z samej mocy tych praw, bez względu na to czy prawo kościelne to akceptuje czy nie.
Dotyczy to również instrukcji Crimen Sollicitationis, która z definicji odnosi się do naruszenia świętości sakramentu pokuty (spowiedzi), nie zaś do przestępstwa pedofilii. Jest to jednak przypadek, w którym postępowanie księdza może naruszyć zarówno prawo świeckie, jak i kościelne. Ciężki grzech duchownego, jakim jest wykorzystywanie seksualne kogokolwiek pod pretekstem spowiedzi nie był przestępstwem w rozumieniu kodeksu karnego. Jednak od lat 70. XX wieku, pojawiła się tendencja do kryminalizacji lub uznania za czyn zabroniony zachowań znanych jako molestowanie seksualne – „sexual harrasment”, wobec osób dorosłych. Gdy molestowana podczas spowiedzi osoba jest dzieckiem czy osobą nieletnią, może to być przestępstwo podpadające pod kodeks karny i ścigane z oskarżenia publicznego jako wykorzystywanie seksualne dzieci.
V część Instrukcji wspomina też o przestępstwach seksualnych przeciwko Kościołowi niezależnych od kontekstu spowiedzi. Wymienia ona trzy takie przestępstwa: homoseksualizm, zoofilia i pedofilia. 
- W prawie kościelnym homoseksualizm księży jest przestępstwem. Przestępczość homoseksualizmu w kodeksach karnych zależy od kręgu kulturowego. Homoseksualizm nie jest przestępstwem w krajach Europy i Ameryki Północnej, ale bywał nim w czasach kiedy ogłaszano pierwszą wersję Crimen Sollicitationis, w 1922 r. Obecnie bywa przestępstwem w krajach muzułmańskich.

- Kolejnym przestępstwem kościelnym wymienionym w części V Instrukcji jest zoofilia, która w jednych krajach jest zakazana, a w innych nie jest wspomniana w sposób bezpośredni. W Polsce zgodnie z art. 6 ustawy o ochronie zwierząt z 1997 roku zoofilia jest zakazana jako przypadek znęcania się nad zwierzętami[4].

- Sprawę występku pedofilii duchownych, zachodzącego niezależnie od spowiedzi, Instrukcja zrównuje pod względem skutków karnych z „przestępstwem solicytacji”. Z zapisu tego nie wynika, iż cała procedura opisana w Instrukcji stosuje się do tego przypadku. Występuje tu niejednoznaczność ze względu na zróżnicowanie w poszczególnych krajach wieku przyzwolenia, czyli wieku w którym osoba fizyczna może wyrazić zgodę na akt seksualny. W ten sposób to co jest przestępstwem seksualnym w USA (18 lat), może nie być nim w Polsce (15 lat).

Według środowisk Kościoła katolickiego ilustruje to dylemat który może się pojawić na styku prawa kanonicznego i prawa państwowego. Gdyby Instrukcja nakazywała zgłaszanie organom ścigania danego kraju przestępstw w takim zakresie, w jakim obejmują je kodeksy karne czy prawa miejscowe, to przykładowo w krajach muzułmańskich istniałby kościelny obowiązek denuncjowania organom sprawiedliwości homoseksualistów spośród duchownych i świeckich wyznawców chrześcijaństwa. Sprawa oceny ewentualnych obowiązków Kościoła wobec prawa świeckiego jest determinowana kontekstem kulturowym.

## Kontrowersje
Instrukcja Crimen Sollicitationis stała się głośna wskutek afery wokół przestępstw seksualnych w Kościele katolickim, a ściślej wobec licznych oskarżeń duchownych o pedofilię. Dokument ów został ogłoszony przez media koronnym dowodem w oskarżeniu Kościoła katolickiego o zbudowanie z premedytacją systemu ukrywania przestępstwa pedofilii wśród księży. Niezgodnie z faktyczną treścią dokumentu ogłoszono ją instrukcją narzucającą milczenie ofiarom i świadkom pedofilii pod karą ekskomuniki. Metodą ukrywania miało być przenoszenie księży do innych parafii, oraz niewspółmierność kar w stosunku do uczynionego zła.
Dokument otwiera nakaz „pieczołowitego przechowywania w tajnym archiwum kurii do użytku wewnętrznego” oraz zakaz publikacji i opatrywania komentarzami. Zakaz dyskusji oznacza konieczność ścisłego stosowania dokumentu w praktyce, bez publicznej czy nawet wewnątrzkościelnej dyskusji na temat adekwatności procedury do występku. Thomas Doyle, duchowny, który upublicznił fakt istnienia instrukcji, argumentował utajnienie tradycyjnym przywilejem Kościoła osądzania oskarżanych duchownych o różne przestępstwa tylko przed sądami kościelnymi. Jednak w sensie prawnym praktyka ta była w momencie formułowania dokumentu nieaktualna, gdyż rozdział państwa od kościoła rozdzielił również kompetencje sądów świeckich i kościelnych, likwidując ten przywilej w takim zakresie, w jakim postępowanie duchownych naruszało świeckie kodeksy karne i cywilne. 

### Kontrargumentacja środowisk Kościoła katolickiego
W 1922 roku, w którym ogłoszono Instrukcję, samo zjawisko życia seksualnego, szczególnie jego ciemnych stron, poddane było społecznym tabu. Wysoko ceniono dyskrecję wokół sfery seksualnej, a publiczne ujawnianie przestępstw seksualnych narażało również ofiarę na wstyd. Instrukcja była prawdopodobnie jedynym dokumentem na świecie, który zwracał uwagę na przestępstwo pedofilii, choć pod specyficznym kątem potrzeb Kościoła. Od tamtego czasu nastąpiło wiele fundamentalnych zmian kulturowych w cywilizacji europejskiej, które gruntownie zmieniły stosunek do seksu, do dzieciństwa, do edukacji. Częścią tego procesu była  sekularyzacja lub ateizacja społeczeństw. Znacząco zmieniła się pedagogika i edukacja, której punktem centralnym stało się dziecko jako podmiot o szczególnych potrzebach psychospołecznych, co znacząco złagodziło surową praktykę edukacji szkolnej i rodzinnej, opartą na karach cielesnych. W ciągu lat nastąpiło przesunięcie w dziedzinie moralności, gdzie sprawy seksu (wolność seksualna) przestały być towarzyskim i obyczajowym tabu, stając się często przedmiotem otwartych publicznych debat, nawet w stosunku do konkretnych osób. Zmieniła się też wrażliwość społeczna dotycząca przestępstw seksualnych. Znaczny wpływ na szybkie tempo zmian miała tzw. rewolucja seksualna. Nastrojom tym uległ w pewnym stopniu sam Kościół. Mimo papieskiego sprzeciwu dla tych tendencji, wyrażonego w encyklice Humanae Vitae z roku 1968, w latach sześćdziesiątych i siedemdziesiątych pojawiły się liberalne tendencje wśród ekspertów prawa kanonicznego w odniesieniu do celów kanonicznego prawa karnego. Niektórzy uważali procesy kanoniczne – czyli procedury przewidziane przez Crimen Sollicitationos – za anachroniczne. Pojawił się «model terapeutyczny» – oczekiwano, że biskup powinien raczej «uzdrawiać», niż «karać». Przekonanie o dobrodziejstwach podejścia psychoterapeutycznego warunkowało wiele łagodnych decyzji nie uwzględniających możliwości recydywy, co stało się w przyszłości powodem wielu oskarżeń pod adresem Kościoła. Mimo to Kościół pozostał ostoją konserwatywnego stosunku do seksu poddanego społecznej kontroli, jako obszaru odpowiedzialności za potomstwo i za relacje międzyosobowe. Na tym tle wymagania stawiane wiernym stanowią kontrast z postępowaniem niektórych księży oraz faktyczną czy domniemaną tolerancją okazywaną im przez przełożonych. 
Podejrzenie o podwójną moralność stało się według części środowisk katolickich narzędziem polemicznym w zwalczaniu wpływów Kościoła na sferę publiczną i prywatną ze strony ideologicznych przeciwników, szczególnie nurtów lewicowych, antyklerykalnych i ateistycznych.